# Campeonato Mundial de Ginástica Acrobática de 2016
O 25º Campeonato Mundial de Ginástica Acrobática foi organizado pela Federação Internacional de Ginástica nos dias 1º a 3 de abril de 2016, em Putian, na China. Foram disputados 6 eventos nas categorias feminino, masculino e misto.

## Quadro de medalhas
O quadro de medalhas foi publicado.
| Ordem | País            | Medalha de ouro | Medalha de prata | Medalha de bronze | Total |
| ----- | --------------- | --------------- | ---------------- | ----------------- | ----- |
| 1     | Rússia          | 5               | 0                | 0                 | 5     |
| 2     | China           | 1               | 1                | 1                 | 3     |
| 3     | Bielorrússia    | 0               | 2                | 1                 | 3     |
| 4     | Bélgica         | 0               | 1                | 1                 | 2     |
| 5     | Israel          | 0               | 1                | 0                 | 1     |
| 5     | Estados Unidos  | 0               | 1                | 0                 | 1     |
| 7     | Grã-Bretanha    | 0               | 0                | 2                 | 2     |
| 8     | Coreia do Norte | 0               | 0                | 1                 | 1     |
| Total | Total           | 6               | 6                | 6                 | 18    |

## Medalhistas
| Evento           | Ouro                                                          | Ouro   | Prata                                                                    | Prata  | Bronze                                                                      | Bronze |
| ---------------- | ------------------------------------------------------------- | ------ | ------------------------------------------------------------------------ | ------ | --------------------------------------------------------------------------- | ------ |
| Dupla masculina  | Igor Mishev · Nikolay Suprunov · Rússia                       | 28.070 | Vincent Casse · Arne van Gelder · Bélgica                                | 27.890 | Kim Un Hak · Ri Chol Jun · Coreia do Norte                                  | 27.700 |
| Equipe masculina | Li Zheng · Rui Liuming · Zhang Teng · Zhou Jiahuai · China    | 30.340 | Lidar Dana · Yannay Kalfa · Efi Efrain Sach · Daniel Uralevitch · Israel | 28.690 | Conor Sawenko · Charlie Tate · Adam Upcott · Lewis Watts · Grã-Bretanha     | 28.685 |
| Dupla feminina   | Daria Guryeva · Daria Kalinina · Rússia                       | 28.760 | Marharyta Bartashevich · Viktoryia Mikhnovich · Bielorrússia             | 27.575 | Laurie Philpott · Natascha van Es · Bélgica                                 | 27.070 |
| Equipe feminina  | Valeria Belkina · Yulia Nikitina · Zhanna Parkhomets · Rússia | 28.880 | Li Run · Xia Zhimeng · Yang Xiaoyi · China                               | 28.460 | Katsiaryna Barysevich · Veranika Nabokina · Karina Sandovich · Bielorrússia | 28.220 |
| Dupla mista      | Georgy Pataraya · Marina Chernova · Rússia                    | 29.535 | Axl Osborne · Tiffani Williams · Estados Unidos                          | 28.220 | Lewis Walker · Isabella Montagna · Grã-Bretanha                             | 27.740 |
| Equipe           | Rússia                                                        | 63     | Bielorrússia                                                             | 58     | China                                                                       | 55     |